# Campeonato Brasileiro de Seleções Estaduais
Das Campeonato Brasileiro de Seleções Estaduais („Brasilianische Meisterschaft der Bundesstaaten“) war ein Fußballwettbewerb zwischen den Auswahlmannschaften brasilianischer Bundesstaaten, der zwischen 1922 und 1987 insgesamt 28 Mal ausgetragen wurde. Das Turnier erfreute sich bis in die 1940er Jahre hinein großer Beliebtheit und wurde fast stets jährlich ausgetragen. Ab Mitte der 1930er Jahre aber verflachte das Interesse zusehends und der Wettbewerb wurde 1962 eingestellt. 1987 kam es zu einer einzigen weiteren Ausspielung eines Turnieres unter diesem Namen. Als Grund gilt die immer größere Anzahl von Wettbewerben zwischen Vereinen aus unterschiedlichen Bundesstaaten, von denen das bekannteste das 1933 erstmals abgehaltene Torneio Rio-São Paulo ist.
Bis 1931 war die Teilnahme Amateuren vorbehalten und der Wettbewerb wurde von der Confederação Brasileira de Desportos (CBD) abgehalten. Nachdem sich seit Anfang der 1930er Jahre in Brasilien der Profifußball durchsetzte, fand ab 1933 ein Parallelwettbewerb für professionelle Spieler statt, der von der Federação Brasileira de Futebol (FBF) veranstaltet wurde. 1936 führte die FBF statt des Auswahlwettbewerbes das Copa dos Campeões Estaduais („Pokal der Staatsmeister“) für Vereine durch. 1937 öffnete sich auch die CBD dem Profifußball und die FBF wurde in diese integriert.
Insgesamt gewannen Auswahlmannschaften aus Rio de Janeiro das Turnier 16 Mal. Es ist dabei zu berücksichtigen, dass die Stadt Rio de Janeiro bis 1960 Hauptstadt Brasiliens war und als Bundesdistrikt (Distrito Federal / DF) firmierte. Nachdem der Hauptstadtstatus zugunsten von Brasília entfiel, wurde die Stadt Rio zum Bundesstaat Guanabara. Der Rest des heutigen Staates Rio de Janeiro hieß seit jeher Rio de Janeiro. 1974 wurden der Staat Guanabara und der Staat Rio unter dem Namen des letzteren vereinigt.
Der Staat São Paulo gewann den Wettbewerb 14 Mal und die Staaten Bahia und Minas Gerais jeweils einmal.

## Gewinner
| Jahr | Sieger                         | Finalist            | Torschützenkönig               | Mannschaft                    | Tore |
| ---- | ------------------------------ | ------------------- | ------------------------------ | ----------------------------- | ---- |
| 1922 | São Paulo                      | Rio de Janeiro (DF) | Friedenreich Neco              | São Paulo                     | 8    |
| 1923 | São Paulo                      | Rio de Janeiro (DF) | Tatu Junqueira                 | São Paulo Rio de Janeiro (DF) | 3    |
| 1924 | Rio de Janeiro (DF)            | São Paulo           | Lagarto Nilo                   | Rio de Janeiro (DF)           | 6    |
| 1925 | Rio de Janeiro (DF)            | São Paulo           | Nilo Manteiga                  | Rio de Janeiro (DF) Bahia     | 6    |
| 1926 | São Paulo                      | Rio de Janeiro (DF) | Brito                          | São Paulo                     | 13   |
| 1927 | Rio de Janeiro (DF)            | São Paulo           | Nilo                           | Rio de Janeiro (DF)           | 12   |
| 1928 | Rio de Janeiro (DF)            | Paraná              | Mário Seixas Stacco            | Bahia Paraná                  | 7    |
| 1929 | São Paulo                      | Rio de Janeiro (DF) | Russinho                       | Rio de Janeiro (DF)           | 12   |
| 1931 | Rio de Janeiro (DF)            | São Paulo           | Oswaldo                        | Pernambuco                    | 8    |
| 1933 | São Paulo (pro, FBF)           | Rio de Janeiro (DF) | Waldemar Hércules Canhoto Said | São Paulo Minas Gerais        | 4    |
| 1934 | São Paulo (pro, FBF)           | Rio de Janeiro (DF) | Mendes                         | São Paulo                     | 7    |
| 1934 | Bahia (ama, CBD)               | São Paulo           | ?                              | -                             | -    |
| 1935 | Rio de Janeiro (DF) (pro, FBF) | São Paulo           | Sá                             | Rio de Janeiro (DF)           | 4    |
| 1935 | Rio de Janeiro (DF) (ama, CBD) | São Paulo           | ?                              | -                             | -    |
| 1936 | São Paulo (CBD)                | Rio Grande do Sul   | ?                              | -                             | -    |
| 1938 | Rio de Janeiro (DF)            | São Paulo           | ?                              | -                             | -    |
| 1939 | Rio de Janeiro (DF)            | São Paulo           | ?                              | -                             | -    |
| 1940 | Rio de Janeiro (DF)            | São Paulo           | ?                              | -                             | -    |
| 1941 | São Paulo                      | Rio de Janeiro (DF) | ?                              | -                             | -    |
| 1942 | São Paulo                      | Rio de Janeiro (DF) | ?                              | -                             | -    |
| 1943 | Rio de Janeiro (DF)            | São Paulo           | ?                              | -                             | -    |
| 1944 | Rio de Janeiro (DF)            | São Paulo           | Tará Siduca                    | Pernambuco                    | 7    |
| 1946 | Rio de Janeiro (DF)            | São Paulo           | ?                              | -                             | -    |
| 1950 | Rio de Janeiro (DF)            | São Paulo           | ?                              | -                             | -    |
| 1952 | São Paulo                      | Rio de Janeiro (DF) | ?                              | -                             | -    |
| 1954 | São Paulo                      | Rio de Janeiro (DF) | ?                              | -                             | -    |
| 1956 | São Paulo                      | Rio de Janeiro (DF) | ?                              | -                             | -    |
| 1959 | São Paulo                      | Pernambuco          | ?                              | -                             | -    |
| 1962 | Minas Gerais                   | Guanabara           | ?                              | -                             | -    |
| 1987 | Rio de Janeiro                 | São Paulo           | ?                              | -                             | -    |

## Statistik
| Staat               | Gewinner | Finalist | Jahre-Sieger                                                                       | Jahre-Finalist                                                                           |
| ------------------- | -------- | -------- | ---------------------------------------------------------------------------------- | ---------------------------------------------------------------------------------------- |
| Rio de Janeiro (DF) | 14       | 11       | 1924, 1925, 1927, 1928, 1931, 1935, 1935, 1938, 1939, 1940, 1943, 1944, 1946, 1950 | 1922, 1923, 1926, 1929, 1933, 1934, 1941, 1942, 1952, 1954, 1956                         |
| São Paulo           | 13       | 15       | 1922, 1923, 1926, 1929, 1933, 1934, 1936, 1941, 1942, 1952, 1954, 1956, 1959       | 1924, 1925, 1927, 1931, 1934, 1935, 1935, 1938, 1939, 1940, 1943, 1944, 1946, 1950, 1987 |
| Bahia               | 1        | 0        | 1934                                                                               |                                                                                          |
| Minas Gerais        | 1        | 0        | 1962                                                                               |                                                                                          |
| Rio de Janeiro      | 1        | 0        | 1987                                                                               |                                                                                          |
| Guanabara           | 0        | 1        |                                                                                    | 1962                                                                                     |
| Paraná              | 0        | 1        |                                                                                    | 1928                                                                                     |
| Pernambuco          | 0        | 1        |                                                                                    | 1959                                                                                     |
| Rio Grande do Sul   | 0        | 1        |                                                                                    | 1936                                                                                     |